# Gamlestaden (Gotemburgo)
Gamlestaden - na linguagem popular Gamlestan; literalmente Cidade Velha - é um bairro de Gotemburgo, situado na parte oriental da cidade.
É um subúrbio com cerca de 9 718 habitantes, numa área de 432 hectares. 

Combina uma atmosfera internacional e uma arquitetura tradicional, caracterizada pela casas do tipo landshövdingshus e de inúmeras empresas e locais de trabalho.

Gamlestaden faz parte da freguesia de Östra Göteborg, juntamente com Bergsjön, Kortedala, Kviberg e Utby.

## História
Na área da atual Gamlestaden, existiu outrora a localidade de Nya Lödöse - fundada em 1473, e existente até 1624 – que deu mais tarde origem à Gotemburgo dos nossos dias.

## Património
- SKF – Sede e fábrica de empresa sueca com presença em 29 países [7]
- Nostalgicum – Museu dos anos 50 e 60 [8]
- Marieholm – Zona industrial e comercial [9]
- Gamlestadsgalej - Festa popular anual de Gamlestaden [10]
- Bunkeberget - Miradouro com vista monumental da velha fábrica da SKF [10]

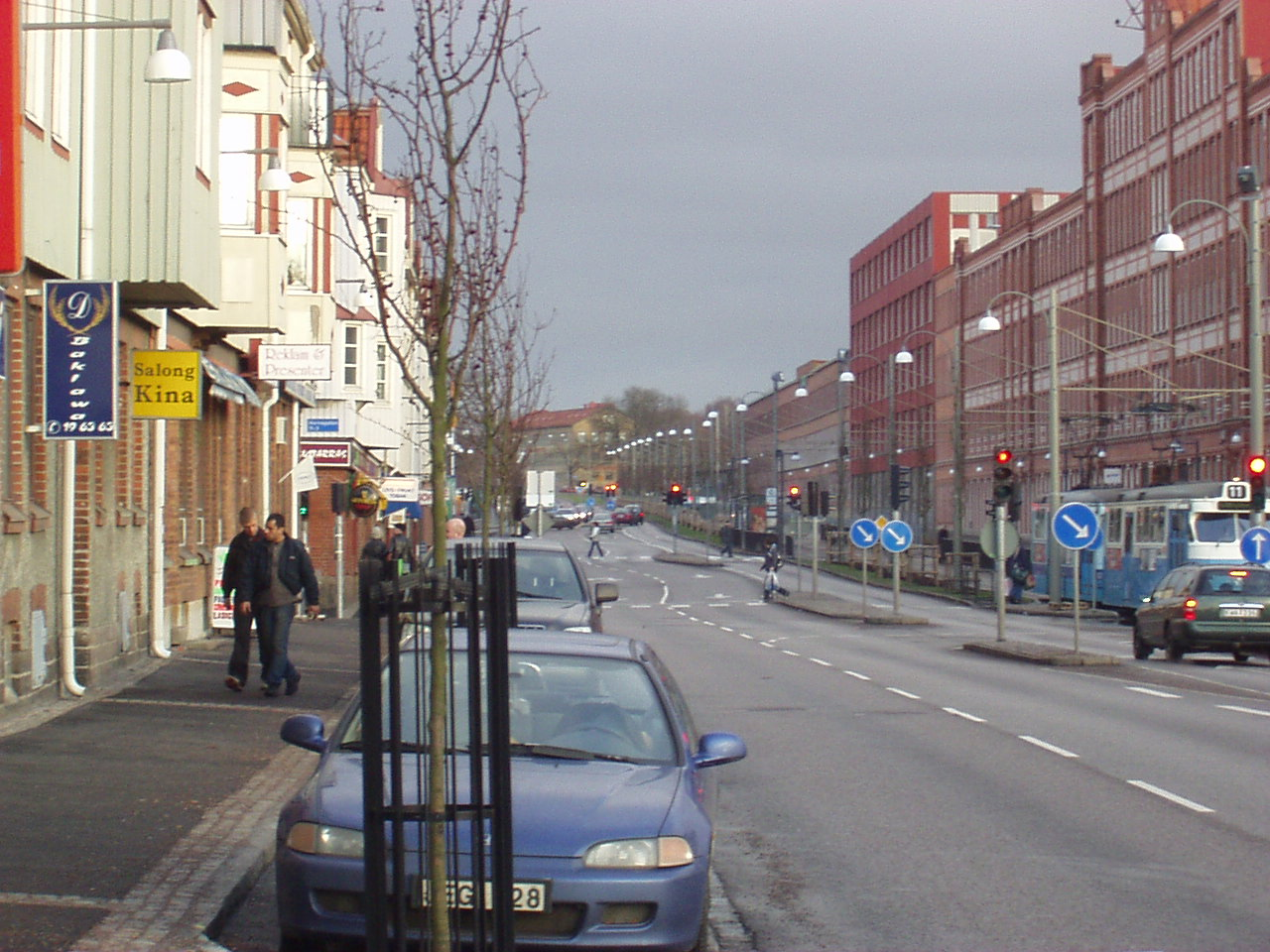
Rua Artillerigatan, com a velha fábrica da SKF à direita
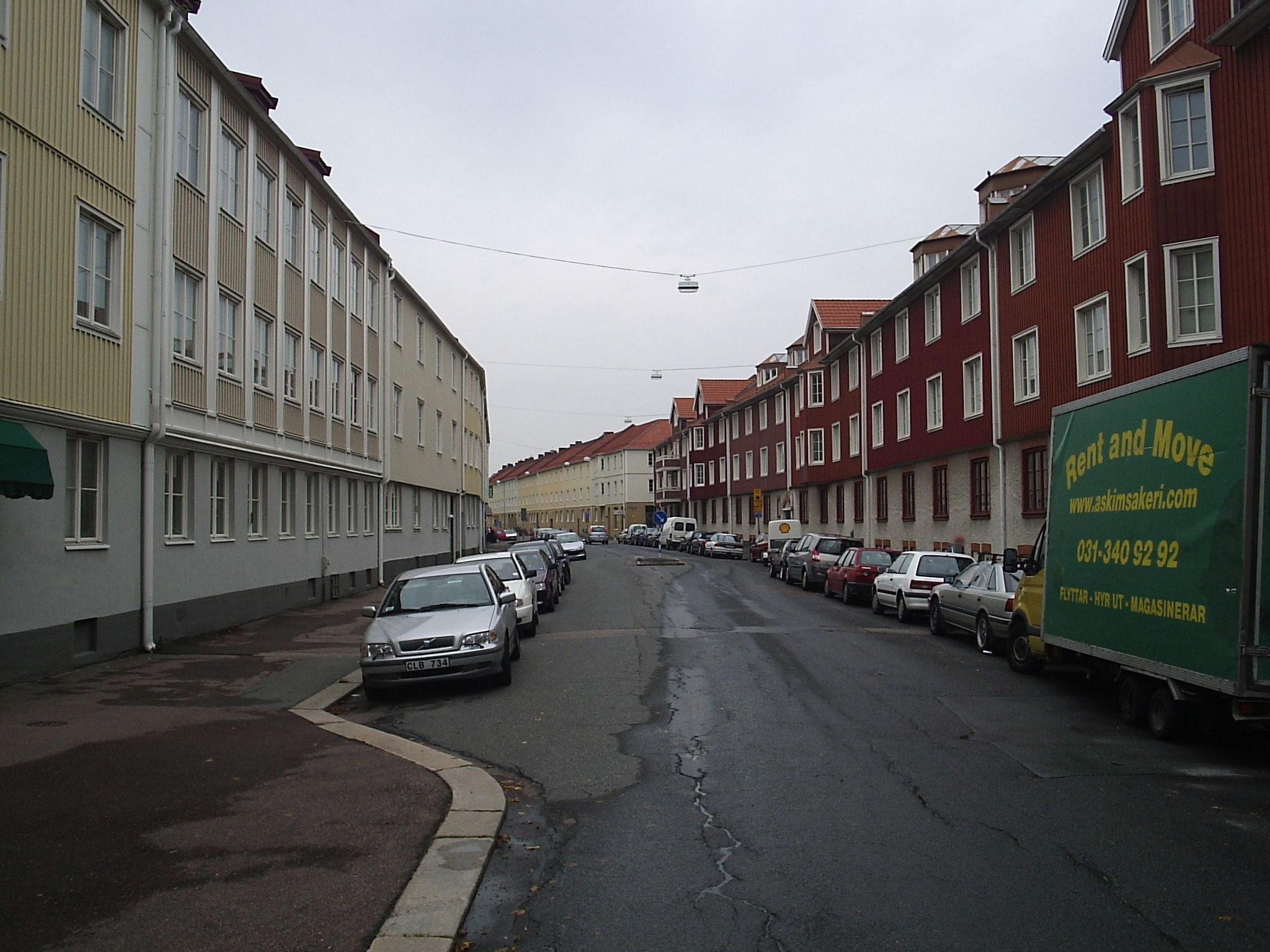
Uma rua típica de Gamlestaden